# Sajazarra
Sajazarra és un municipi de la Rioja, a la regió de la Rioja Alta. Se situa a l'entorn de la confluència dels rius Aguanal i Ea.

## Història
El primer esment de la vila, apareix al Fur de Miranda de Ebro el 1099 amb la denominació de Saja. El 1146 apareix amb el nom actual en els documents de concessió de fur a Cerezo del Río Tirón per part d'Alfons VII de Castella. El 1169, el rei Alfons VIII de Castella donà la vila al monestir de Valdefuentes, en escriptura datada a Tudela. Va ser fortificada entre els segles xii i xiii. El 1463 va ser una de les cinc viles fundadores de la Germandat d'Àlaba juntament amb Vitòria, Miranda de Ebro, Pancorbo i Salvatierra. El seu castell/palau va ser construït en la segona meitat del segle XV en transformar-se la vila en senyoriu dels Velasco. La vila i el castell van pertànyer als comtes de Nieva. La vila també va pertànyer a Bugedo.

## Curiositats
- L'artista Joan Fontcuberta va inaugurar el 2012 un mosaic ceràmic que representa una campana i que està ubicat en un dels arcs de l'església del poble.[2]